# Sântimbru, Alba
Sântimbru là một xã thuộc hạt Alba, România. Dân số thời điểm năm 2002 là 2742 người.